# XSL-FO
XSL Formatting Objects, ou XSL-FO, é uma linguagem de marcação para XML que é bastante usado para gerar PDFs.
XSL-FO é parte da XSL, um desenvolvimento pelas tecnologias W3C designadas para transformação e formatação de dados XML. As outras partes da XSL são XSLT e XPath. Desde 12 de dezembro de 2006 a versão atual do XSL-FO é a v1.1.